# Guerra da Vendeia
A guerra da Vendéia (em francês:  guerre de Vendée, 1793–1795) foi uma guerra civil e contrarrevolução ocorrida na Vendeia, região costeira localizada no sul do vale do Loire, oeste da França. Aconteceu durante a Revolução Francesa e mais particularmente durante a Primeira República, quando houve enfrentamentos entre católicos e realistas, de um lado, e republicanos, de outro. A insurreição é intimamente ligada à chouannerie, que também opôs revolucionários republicanos e monarquistas da França e teve lugar na Bretanha, no norte do país. O conjunto desses dois conflitos é às vezes referido como Guerras do Oeste. A chouannerie se desenrolou na margem direta do Loire, enquanto a guerra da Vendeia teve lugar na margem esquerda.
Assim como toda a França, foi palco de manifestações de camponeses entre 1789 e 1792. Tais manifestações foram fortalecidas em 1791, após o Papa Pio VI condenar a Constituição Civil do Clero, decreto de 1790 que determinava a secularização dos bens da Igreja e a supressão dos votos religiosos. No entanto, a insurreição eclodiu apenas em março de 1793, quando a Convenção Nacional ordenou o alistamento compulsório (levée en masse) para reforçar as tropas na guerra travada contra monarquias europeias. O descontentamento com essa convocação se somou à insatisfação gerada pelos altos impostos, pelo confisco das terras da Igreja e pela morte do rei Luís XVI, executado em janeiro de 1793.
Os insurgentes obtiveram importantes vitórias militares durante a primavera e o verão de 1793, conseguindo invadir as cidades de Fontenay-le-Comte, Thouars, Saumur e Angers. Porém, encontraram resistência em Nantes, a principal cidade da região. Durante o outono desse ano, o lado republicano foi reforçado pelo exército de Mainz e conseguiu conquistar a cidade de Cholet, que estava sob domínio dos vendeanos. Após a derrota, grande parte das tropas insurgentes cruzou o Loire em direção à Normandia, na tentativa de tomar um porto para facilitar a obtenção de ajuda dos britânicos e do exército de emigrados. Empurrado para a comuna de Granville, o Exército Católico e Real foi derrotado em Mans-et-Savenay no dia 23 de dezembro de 1793 pelo general revolucionário François Westermann.
Nos meses seguintes, houve violenta repressão aos vendeanos por parte das forças republicanas. Há registro de 7.013 execuções pós-julgamento na região: 3.458 em Nantes, 1.836 em Maine-et-Loire, 1.616 na Vendeia e 103 em Deux-Sèvres. Além disso, também foram utilizados alguns instrumentos ligados ao terror, como afogamentos em Nantes, tiroteios em Angers e massacres realizados nas áreas rurais, onde foram incendiadas várias aldeias e propriedades pelas “colunas infernais”. Considerando ainda as mortes em batalhas, estima-se que mais de cem mil vidas foram perdidas nos conflitos.
A repressão fomentou a resistência e, embora enfraquecidos, grupos insurgentes vendeanos continuaram a lutar contra as tropas revolucionárias, empregando táticas similares às de guerra de guerrilha. Em dezembro de 1794 os republicanos iniciaram negociações que resultaram no Tratado de La Jaunaye, assinado por representantes da Convenção Nacional e lideranças vendeanas. Esse fato marcou o fim da primeira guerra da Vendeia, em fevereiro de 1795, mas não pacificou a região.
A Segunda Guerra da Vendeia eclodiu alguns meses depois, em junho de 1795, após o desembarque de emigrados e ingleses em Quiberon. Essa insurreição, contudo, perdeu força rapidamente. As lideranças que restavam na Vendeia foram detidas ou executadas entre janeiro e julho de 1796.
A região da Vendeia abrigou, ainda, breves levantes com uma “terceira” guerra entre outubro e dezembro de 1799, uma “quarta” em 1815, já no período Napoleônico, e uma “quinta” em 1832. Esses outros conflitos, contudo, foram bem menores que a soma das duas primeiras guerras.

## Contexto
No final do século XVIII, a região da Vendeia era uma área rural, relativamente isolada, onde a nobreza local ainda vivia perto dos camponeses. Segundo Michel Vovelle, no final do Antigo Regime, a propriedade nobre dispunha de mais da metade das terras, com o campesinato ocupando menos de 30%. A burguesia tinha entre 10 e 20% e o clero, 5%. A densidade populacional estava entre 700 e 790 habitantes por légua quadrada e o índice de alfabetização era baixo em comparação com outras regiões do país, apenas 10 a 20% sabia assinar o nome.
A sua população era fortemente católica, graças à pregação do sacerdote São Luís Maria Grignion de Montfort (1673-1716) que promoveu de modo particular o culto mariano e a devoção ao Sagrado Coração de Jesus e Maria na região, símbolo posteriormente usado pelo vendeanos insurgentes. A igreja cumpria um papel relevante na vida comunitária, sendo local de sacramentos, celebrações e outras instâncias de convívio social.
O início da Revolução Francesa foi bem recebido pelos vendeanos em 1789. Inserções nos cadernos de queixas da Bretanha, Maine, Anjou e Poitou-inferior mostram a insatisfação dos camponeses com o sistema em que viviam. Ademais, a Vendeia e Maine-et-Loire estão entre os doze departamentos que mais enviaram deputados jacobinos à Assembleia Legislativa Vários padres da região também aderiram ao movimento nesse momento, chegando a assumir novos cargos criados pela Revolução, como as prefeituras.
Essa percepção positiva sobre a Revolução Francesa começou a se modificar em novembro de 1789, quando a Assembleia votou pelo confisco dos bens eclesiásticos, que foram transmutados em bens nacionais, a fim de garantir a difusão dos assignats, títulos de dívida emitidos pelo tesouro nacional que, em 1791, tornaram-se moeda de circulação e troca. O confisco reduziu a capacidade de a Igreja cumprir seu papel tradicional na comunidade e tornou particulares bens que, antes, eram percebidos como sendo de uso comunitário, por meio de sua aquisição por burgueses, camponeses, aristocratas e até mesmo membros do clero.
Em 12 de julho de 1790, a Assembleia aprovou a Constituição Civil do Clero, decreto que foi sancionado por Luís XVI em 24 de agosto do mesmo ano. Esse decreto reorganizava compulsoriamente o clero secular nacional, estabelecendo uma nova igreja, a Igreja Constitucional, e iniciava a descristianização francesa. As dioceses foram reduzidas de 130 para 83, fazendo-as coincidir com os departamentos. Párocos e bispos tornaram-se para todos os efeitos funcionários públicos do Estado e foram obrigados a prestar juramento à constituição pelo decreto de implementação, aprovado em 27 de novembro e assinado pelo rei em 26 de dezembro de 1790.
A constituição civil do clero e o juramento foram rejeitados por membros do clero que passaram a ser conhecidos como "refratários". Esses clérigos viam o juramento como um desvio da fé católica. Apenas um terço dos membros eclesiásticos da Assembleia Constituinte concordou em prestar juramento em janeiro de 1791, quando somente sete bispos e cerca de metade dos párocos da França foram empossados.
Em 10 de março de 1791, o Papa Pio VI pronunciou-se contra o decreto com a encíclica Quod aliquandum. No mês seguinte, a encíclica Charitas quae, proibiu o exercício de qualquer ato de poder de ordem (suspensão a divinis) a todos os padres e bispos que juraram lealdade à constituição, conhecidos como "constitucionais" e por todos os bispos por eles consagrados. O bispo Charles-Maurice de Talleyrand-Périgord, que fora o principal defensor da constituição civil do clero entre os primeiros sete "bispos juramentados” e que havia ordenado os dois primeiros bispos "constitucionais", foi então excomungado e demitido do estado clerical.
Conflitos gerados por paroquianos ocorriam em diversos lugares, como na comuna de Saint-Christophe-du-Ligneron, localizada ao sul de Nantes, onde a intervenção das forças de segurança nacionais, em janeiro de 1791, causou as primeiras mortes na Vendeia. Em maio desse ano, em resposta à manifestação do Papa, a Assembleia emitiu decreto sobre liberdade de culto autorizando o culto ministrado por padres refratários, mas essa medida não foi suficiente para mitigar as tensões no campo.
Assim, em novembro de 1791 e em maio de 1792, foram publicados novos decretos contra a atuação do clero refratário. O primeiro tornava a impedir esses padres de exercer o ministério, e o segundo previa a deportação do território francês de qualquer clérigo refratário a pedido simples de vinte cidadãos. O clero constitucional, porém, não conseguiu substituir o refratário, que continuou a realizar missas clandestinas. Segundo Vovelle, menos de 35% dos padres na Vendeia e no baixo Loire pertenciam ao clero constitucional. No geral, mais de 65% do clero no Oeste da França se recusou a prestar juramento à constituição, enquanto no resto o país esse índice ficou em 48%.
Em 10 de agosto de 1792, o Palácio das Tulherias, onde estavam o rei e a rainha franceses, foi invadido por populares e o casal real foi obrigado a se refugiar na Assembleia Nacional. Posteriormente, eles foram aprisionados na Torre do Templo. A França passou, então, a ser governada por um conselho executivo provisório e eleições para uma nova constituinte foram anunciadas. Em 20 de setembro de 1792 a monarquia foi declarada extinta, sendo substituída por um regime republicano governado pela Convenção Nacional, que sucedia a Assembleia Legislativa Nacional. Luís XVI foi acusado por diversas ações que demonstravam sua intenção de “estabelecer a tirania e destruir a liberdade”, sendo condenado e, na manhã de 21 de janeiro de 1793, executado.

## Conflito

### Primeira guerra da Vendeia
O estopim para as revoltas campesinas foi o alistamento compulsório de trezentos mil homens, ordenado pela Convenção em 23 fevereiro de 1793. Esses homens deveriam engrossar os exércitos da República, que estavam em guerra contra monarquias vizinhas desde o ano anterior. Ao longo de 1793, diversas rebeliões de cunho federalista e monarquista eclodiram no interior francês, alcançando a Normandia e as cidade de Bordeaux, Marselha, Toulouse, Nimes e Lyon. Além do alistamento forçado, a insatisfação da população incluía os confiscos de terras da igreja católica, a perseguição aos padres refratários, a morte do rei e os altos impostos.
Cerca de quinhentos jovens vendeanos reunidos em Cholet em 3 de março de 1793 se recusaram a partir para a guerra, iniciando os tumultos na região. No dia seguinte, durante uma altercação, a Guarda Nacional abriu fogo contra os manifestantes, matando entre três e dez pessoas. Uma semana depois, o protesto havia se espalhado. Nessa primeira semana as manifestações se deram de modo disperso e foram ganhando corpo nas semanas seguintes.
Ao longo de março de 1793, os insurgentes invadiram as cidades de Chalonnes-sur-Loire, Chemillé, Cholet, Jallais, Mauges, Saint-Florent-le-vieil, e Vihiers, situadas no departamento de Maine-et-Loire. No departamento de Loire-Atlantique, eles entraram nas cidades de Machecoul e Pornic. No departamento da Vendeia, eles conquistaram Challans, Chantonnay, Clisson. La Roche-sur-yon, Les Herbiers, Montaigu, Mortagne-sur-Sévre, Palluau e Tiffauges.
Em 15 de março, uma coluna da guarda nacional comandada pelo general Louis de Marcé deixou La Rochelle, no departamento de Charente-maritime para reprimir o levante vendeano. Em 19 de março, após ter conseguido recuperar a cidade de Chantonnay, a coluna foi surpreendida na ponte Gravereau, onde foi derrotada. O episódio ficou conhecido como a batalha de Pont-Charrault. Os republicanos voltaram para La Rochelle e Marcé foi demitido, preso e acusado de traição, sendo guilhotinado seis meses depois. Essa derrota, ocorrida no interior do departamento da Vendeia, fez com que todos os insurgentes do oeste da França passassem a ser denominados “vendeanos”.
As rebeliões ocorridas ao norte do Loire e na Bretanha foram reprimidas pelas tropas republicanas, mas elas persistiam na margem sul do Loire. No final de março de 1793, os insurgentes ocupavam área que incluía o sul do departamento do Baixo-Loire, o sudoeste do departamento de Maine-et-Loire, o norte do departamento da Vendeia e o noroeste do departamento de Deux-Sèvres. Tal área passou a ser conhecida como Vendeia militar.
O exército insurgente era descentralizado, mal equipado e temporário, pois os camponeses necessitam voltar para casa sempre que podiam para cuidar das terras. Em busca de líderes militarmente competentes, os rebeldes recorreram aos nobres locais, muitas vezes ex-oficiais do exército real. Paulatinamente, estruturas militares foram sendo formadas a partir dos grupos de marcha. Em 30 de abril, esses grupos se uniram para formar o Exército Católico e Real, que ainda não tinha um comando unificado. Em 30 de maio, os insurgentes formaram um Conselho Superior da Vendeia em Châtillon-sur-Sèvre, responsável pela administração dos territórios conquistados, e reorganizaram o exército em três forças distintas.
A primeira ficou conhecida como exército de Anjou e Alto Poitou, apelidado de "Grande Exército" ou "Exército de Bocage", em referência à paisagem da área de que eram provenientes, formada por pequenos campos aráveis ladeados por sebes altas e bosques característicos da região. Seu contingente estava situado a leste do rio Sèvre Nantaise e era composto por quarenta mil homens liderados por Jacques Cathelineau, Charles Bonchamps, Maurice d'Elbée, Jean-Nicolas Stofflet, Henri de La Rochejaquelein, Louis Lescure e François Lyrot. A segunda era o exército do Centro, localizado no coração da Vendeia, que reunia dez mil homens liderados por Charles Royrand, Louis Sapinaud de La Verrie e Charles Sapinaud de La Rairie. A terceira, o exército de Baixo Poitou e País de Retz, conhecido como o "Exército do Marais", em referências às áreas pantanosas da região. Seus soldados eram provenientes da região entre o Sèvre Nantaise e o Oceano Atlântico e totalizavam quinze mil homens, comandados por François Charette, Jean-Baptiste Joly, Louis-François La Cathelinière, Jean-Baptiste Couëtus, Louis Joseph Guérin, Jean-René-François-Nicolas Savin, François Pajot e Louis-Marie La Roche Saint-André.
Além dos camponeses, o exército foi reforçado por soldados profissionais, desertores do exército republicano. A chegada desses novos combatentes e a constituição de uma cavalaria composta por nobres e burgueses equipados militarmente foram o que permitiu aos rebeldes seus primeiros sucessos. Ademais, seus soldados eram apoiados pela população local, que contribuíam tanto em nível logístico, como militar, por exemplo, informando sobre o movimento das tropas republicanas.
No início do conflito, as forças republicanas eram constituídas por Guardas Nacionais locais e tropas de linha estacionadas na costa para fazer face a possíveis incursões britânicas. Tais forças estavam baseadas em várias cidades localizadas ao redor da região da Vendeia militar, sendo as principais: Nantes e Angers ao norte, Saumur, Thouars e Parthenay a leste, e Les Sables-d'Olonne, Luçon e Fontenay-le-Comte ao sul. Com exceção de Nantes, que dependia das tropas da costa de Brest, comandadas pelo general Jean-Baptiste Camille de Canclaux, todas as outras guarnições estavam vinculadas às tropas da costa de La Rochelle, cujo comando foi exercido sucessivamente pelos generais Jean-François Berruyer, Louis Charles Antoine Beaufranchet d'Ayat e Armand-Louis de Gontaut-Biron. Ao longo de 1793 o exército republicano foi reforçado em várias ondas, notadamente com quinze batalhões parisienses e a Legião Germânica em abril, o Exército de Mainz em agosto e duas colunas do Exército do Norte em novembro.
Em abril de 1793 o exército republicano iniciou sua reação. As tropas de Berruyer recuperam Chemillé, após o recuo dos insurgentes para Mortagne. Camponeses de Gâtine, em Deux-Sèvres, comandados por Henri de La Rochejaquelein esboçaram uma reação ao vencerem as tropas republicanas de Quétineau em Les Aubiers. Após o confronto, o general republicano recuou para Bressuire, enquanto La Rochejaquelein seguiu em reforço das tropas insurgentes em Mortagne.
Conflitos entre os monarquistas e as colunas republicanas ocorreram em Vezins e em Beaupréau, onde os rebeldes obtêm vitórias importantes. Os republicanos lançaram ofensiva fracassada em Anjou e foram obrigados a recuar para Angers. Inversamente, na região de Baixo Poitou e no País de Retz, os republicanos foram mais exitosos. Ao longo do mês eles tomaram Challans, La Mothe-Achard, Saint-Gervais, Saint-Gilles-Croix-de-Vie e Saint-Hilaire-de-Riez. Entretanto, tropas comandadas por Joly e Charette contra-atacaram, fazendo com que os republicanos recuassem até La Mothe-Achard. Ainda assim, no final do mês, todo o litoral estava sob o controle dos republicanos, e o líder insurgente René Souchu havia sido capturado e decapitado.
O exército de Bocage começou uma grande ofensiva em maio de 1793. Suas tropas conseguiram tomar Bressuire, onde se apoderaram de munições e prisioneiros dos republicanos, incluindo Louis de Lescure e Bernard de Marigny. O general republicando Pierre Quétineau e seus homens, que estavam refugiados em Thouars, são vencidos e obrigados a se render, sendo libertados após jurar que não lutariam mais na região. Esse juramento leva à condenação do general pelo tribunal revolucionário e resulta em sua execução em dezembro desse ano. A tomada de Thouars rendeu aos insurgentes armas, munições e uma quantia significativa de dinheiro.
Ainda em maio, o exército vendeano ocupou Parthenay e La Châtaigneraie. Após essa última conquista, vários soldados camponeses decidiram voltar para casa, diminuindo a força do Exército Católico e Real na medida em que ele se afastava de suas terras de origem. A primeira tentativa de conquistar Fontenay-le-Comte pelos insurgentes foi mal sucedida, mas em 25 de maio de 1793, o exército do Centro invadiu a cidade, derrotando cerca de sete mil soldados do general Alexis Chalbos, metade dos quais foram feitos prisioneiros e posteriormente libertados com a promessa de não mais lutar na região.
Durante o mês de junho, os insurgentes continuaram avançando. Um destacamento do exército republicano foi vencido em Vihiers em 06 de junho. Dois dias depois, reforços republicanos vindos de Thouars foram dispersados em Montreuil-Bellay. Em 10 de junho, os rebeldes conquistaram Saumur. Nesse mesmo dia, a exército do Marais, sob o comando de Charrete, tomou Machecoul. No entanto, a partir de 12 de junho, entre vinte e trinta mil camponeses deixaram o exército para voltar para suas casas, o que impactou na capacidade de manutenção das conquistas obtidas em maio e na possibilidade de sucesso de novas incursões. Além disso, existiam rivalidades entre os muitos oficiais escolhidos por seus homens para comandar o Exército Católico e Real. Para garantir a sua coesão, os comandantes, vindos da pequena nobreza, elegeram um plebeu, o mascate Jacques Cathelineau, como "generalissimo".
A tomada de Machecoul e o recuo das tropas republicanas que haviam abandonado Point-Saint-Père, abriram caminho para a investida insurgente contra Nantes, a maior cidade da região. Em 24 de junho de 1793, os comandantes do exército católico e real deram um ultimato ao prefeito de Nantes, Baco de la Chapelle, exigindo que rendesse a cidade, mas os seus habitantes decidiram resistir. Em 29 de junho, iniciou-se a batalha de Nantes. A má coordenação entre os quatro exércitos vendeanos liderados por Charette, Bonchamps, Cathelineau e Lyrot dificultou o ataque, e as forças de Cathelineau foram atrasadas pelo batalhão republicano que enfrentaram ao longo do rio Erdre. O próprio Cathelineau foi baleado à frente de seus homens, fazendo com que eles desanimassem e recuassem. Ao fim, a tentativa de conquista de Nantes pelos rebeldes fracassou.
Enquanto os monarquistas tentavam capturar Nantes, o general republicano François-Joseph Westermann conquistou Parthenay, no centro da Vendeia militar. No início de julho, ele conseguiu tomar Châtillon, capital dos insurgentes, onde liberta dois mil prisioneiros republicanos, saqueia lojas e confisca os arquivos do Conselho Superior dos rebeldes. Reunido em Cholet após a derrota em Nantes, o exército do Bocage reagiu. Os vendeanos derrotaram as forças de Westermann e retomaram Châtillon dois dias depois. Embora não tenha conseguido manter a cidade, o ataque de Westermann desviou seus inimigos de um segundo ataque a Nantes. Tendo como prioridade proteger seu território, os insurgentes retornaram para a margem esquerda do Loire. Angers, Saumur, Thouars e Fontenay-le-Comte foram gradualmente deixadas para os republicanos.
Entre julho e agosto de 1793, ambos os lados tiveram vitórias e derrotas. Os republicanos conseguiram tomar Martigné-Briand e Vihiers, mas foram vencidos logo depois. Os insurgentes estavam divididos quanto à estratégia a adotar. Bonchamps optou por nova ida ao norte para fomentar a insurreição da Bretanha e do Maine, enquanto D'Elbée, recentemente eleito generalíssimo, decidiu atacar as cidades do sul, consideradas mais vulneráveis, com o objetivo de tomar o porto de La Rochelle. Nenhuma das duas opções foi exitosa. Os republicanos chegaram ainda a retomar a cidade de Chantonnay, mas são expulsos por d’Elbée no início de setembro.
Em agosto de 1793, a guarnição de Mainz, assim nomeada por ter participado exitosamente do cerco da cidade alemã de Mainz no contexto das guerras externas, fora enviada como reforço para a região. Seus homens chegaram a Nantes no início de setembro, comandados pelos generais Jean-Baptiste Aubert-Dubayet, Jean-Baptiste Kléber, Louis Antoine Vimeux, Armand-Michel Bacharetie de Beaupuy e Nicolas Haxo, e passaram a engrossar as tropas costeiras de La Rochelle e, posteriormente, as de Brest. Também foi enviado à região o general Jean-Baptiste Carrier.
A atuação da guarnição de Mainz garantiu aos republicanos a retomada de Port-Saint-Père, Machecoul e Legé. O líder insurgente Charette foi derrotado em Montaigu, que foi, em seguida, incendiada pelos republicanos. Os rebeldes reagiram e a guarnição de Mainz sofreu sua primeira derrota na batalha de Torfou, sendo forçada a recuar para Clisson. Outras duas derrotas republicanas, em Coron e Saint-Lambert-du-Lattay, fizeram com que o exército revolucionário recuasse ainda mais, deixando Clisson e se retirando para Nantes.
A dificuldade em debelar a rebelião vendeana resultou na substituição gradativa dos generais nobres Biron, Canclaux, Emmanuel de Grouchy e Aubert-Dubayet por combatentes sans-culottes, como Jean-Antoine Rossignol, Charles-Philippe Ronsin, Jean Léchelle, Guillaume-Antoine Nourry, conhecido como Grammont, e Antoine-Joseph Santerre. Esses, no entanto, não se mostraram mais competentes que seus antecessores. O Comitê de Segurança Pública decretou a fusão das tropas costeiras de La Rochelle, da parte de Nantes das tropas costeiras de Brest e da guarnição de Mainz, que passam a formar o Exército d’Oeste, sob o comando do general Jean Léchelle.
No início de outubro, os republicanos retomaram Montaigu, Clisson e Saint-Fulgent e derrotaram as tropas vendeanas comandadas por d’Elbée e Bonchamps em Treize-Septiers. Ao Norte, as forças insurgentes comandadas por Lescure, La Rochejaquelein e Stofflet foram derrotadas e o Exército d’Oeste conseguiu capturar Châtillon. A cidade foi recuperada dois dias depois pelos insurgentes, mas restava quase totalmente destruída pelos combates, sendo posteriormente abandonada. Alguns dias depois, a luta pela posse da cidade de Cholet terminou com a derrota dos rebeldes e milhares de feridos, entre os quais d’Elbée e Bonchamps.
Acossado, o Exército Católico e Real cruza o rio Loire e toma Laval, iniciando a campanha militar que se tornaria conhecida como “o percurso do galerno” (Virée de Galerne), cujo nome deriva da trajetória realizada pelo galerno, um vento frio e úmido que sopra na direção noroeste da França. As tropas rebeldes foram robustecidas por habitantes das províncias da Bretanha e do Maine. Os republicanos tentaram retomar Laval, mas foram derrotados. No dia seguinte, nova vitória dos insurgentes resultou na perda de cerca de quatro mil homens comandados por Léchelle. Após a derrota, restante dos soldados do Exército d’Oeste fugiu para Angers.
No início de novembro de 1793, os vendeanos tomaram Mayenne, derrotaram uma coluna republicana em Ernée e conquistaram Fougères, onde o general Lescure morreu em consequência dos ferimentos que recebeu na batalha de Cholet. Em seguida, os insurgentes cercaram Granville, na costa da Normandia, onde esperavam obter reforços dos ingleses e do exército de emigrantes. No entanto, tais reforços nunca chegaram. O cerco à cidade fracassou e boa parte dos camponeses, cansada do conflito, decidiu retornar para casa.
Ao mesmo tempo em que as tropas ao norte realizavam o percurso do galerno (virée de galerne), a luta continuava na Vendeia. Tropas insurgentes lideradas por Charette conquistaram a ilha de Noirmoutier em meados de outubro, onde formaram uma administração vendeana. A captura da ilha preocupou o Comitê de Salvação Pública, que temia que ela facilitasse a obtenção de apoio britânico aos insurgentes. Em novembro, o general Haxo foi incumbido de recuperar a ilha. No final de novembro, os republicanos conseguiram recuperar Machecoul, Point-Saint-Père, Sainte-Pazanne, Bourgneuf-em-Retz, La Roche-sur-Yon, Aizenay, Le Poiré-sur-Vie e Palluau.
No início de dezembro, os republicanos tomam a ilha de Bouin, onde estava Charette, que conseguiu escapar pelos pântanos com seus homens. As tropas vendeanas chegaram a Les Herbiers, onde elegeram Charette general em chefe do Exército Católico e Real de Baixo Poitou. Após assumir a nova posição, Charette conduziu as tropas para Anjou e para região do Alto Poitou, passando por Le Boupère, Pouzauges, Cerizay e Châtillon até chegar a Maulévrier. Em 16 de dezembro, Henri de La Rochejaquelein retornou à Vendeia e as tropas de Anjou e Alto Poitou voltaram a ser comandadas por ele. Charette retornou, então para Les Herbiers.
Enquanto isso, os conflitos continuavam a ocorrer ao norte do Loire. Em 10 de dezembro, as tropas do Exército Católico e Real situadas em Maine invadiram Le Mans em busca de suprimentos dos republicanos. Três dias depois, a tropa republicana comandada por Westermann tomou a cidade num conflito que gerou muitas baixas para os insurgentes. Os rebeldes seguiram em direção à Vendeia e, em 22 de dezembro, entraram em Savenay, onde evacuaram a população e se prepararam para o confronto. No dia seguinte, o Exército d’Oeste venceu a batalha e obrigou os rebeldes a se retirarem. As perdas insurgentes foram enormes. Estima-se que cerca de setenta e cinco mil pessoas compusessem as tropas vendeanas no início do percurso do galerno. Desses, apenas quatro mil conseguiram voltar para casa. Cerca de cinquenta mil faleceram e vinte mil foram aprisionados.
Os republicanos ainda pretendiam recuperar Noirmoutier e voltaram suas tropas para aquela região. Charette atacou Machecoul em 31 de dezembro, mas a cidade voltou ao domínio republicano em 2 de janeiro de 1794. Na manhã seguinte, o Exército d’Oeste, comandado por Louis-Marie Turreau, Nicolas Haxo e Nicolas-Louis Jordy, tomou a ilha. Os insurgentes se renderam ao general Haxo, após receberem a promessa, descumprida, de que seriam poupados. O general d'Elbée, ainda gravemente ferido, foi executado.
O fim do percurso do galerno (Virée de Galerne) dá início à duras represálias por parte dos republicanos. Na Bretanha e no Maine os insurgentes presos foram julgados por sua participação na campanha. Cerca de 1.500 pessoas foram condenadas à morte nas províncias ao norte e um número significativo de prisioneiros morre de tifo ou em decorrência dos ferimentos obtidos nas batalhas. Em Nantes, foram condenados e executados 144 insurgentes, número bem menor do que as mortes em decorrência da epidemia de tifo, estimadas em cerca de três mil prisioneiros. Temendo que a doença se espalhasse pela cidade, o representante da República, Jean-Baptiste Carrier recorre a execuções clandestinas dos prisioneiros por afogamento ou fuzilamento. Ao final, dos doze a treze mil presos em Nantes, entre oito e onze mil homens, mulheres e crianças pereceram. Também a região de Angers vivenciou execuções semelhantes. Oficialmente, 290 prisioneiros foram baleados ou guilhotinados e 1.020 morreram na prisão devido a epidemias Há, contudo, relatos de alguns afogamentos e diversos tiroteios ao redor da cidade. No total, das onze a quinze mil pessoas detidas, cerca de nove mil faleceram, sendo cerca de duas mil mortes na prisão ou durante transferências de prisioneiros.
Em janeiro de 1794, o general Turreau, que havia assumido a liderança do Exército d’Oeste no mês anterior, desenvolveu um plano de campanha para exterminar o levante vendeano. Segundo o planejado, vinte colunas móveis, que seriam posteriormente conhecidas como “colunas infernais”, deveriam devastar o território da Vendeia militar, que compreendia 735 municípios. Apenas algumas cidades essenciais para a marcha das tropas poderiam ser preservadas. Seu plano foi aprovado pelo Comitê de Segurança Pública, embora algumas objeções tenham sido levantadas em Paris.
De janeiro a maio de 1794, o plano é posto em execução. A leste, Turreau assumiu pessoalmente o comando de seis divisões divididas em onze colunas, enquanto a oeste o general Haxo, que vinha perseguindo Charette costa acima, recebeu a tarefa de formar oito colunas menores, cada uma com algumas centenas de membros. homens, e ir para o leste para encontrar os outros doze. Outras tropas são enviadas para formar as guarnições das cidades a serem preservadas.
A execução do plano, no entanto, é heterogênea. Os generais interpretam livremente as ordens recebidas e agem de maneiras muito diferentes. Alguns oficiais, como Haxo, não aplicam as ordens de destruição e matanças sistemáticas e respeitam as ordens de evacuação de populações consideradas republicanas. Outros, como Étienne Cordellier, Louis Grignon, Jean-Baptiste Huché e François Amey assumem condutas extremamente violentas, chegando a exterminar populações inteiras.
O plano de Turreau, contudo, não teve o efeito desejado. Ao invés de acabar com a rebelião, ele fez com que mais camponeses decidissem se juntar aos insurgentes. Por fim, a incapacidade de destruir as últimas tropas insurgentes levaram à sua suspensão em maio de 1794. A atividade das colunas infernais diminuiu paulatinamente após o afastamento de Turreau. Enquanto estiveram ativas, centenas de aldeias foram queimadas e devastadas e de vinte a cinquenta mil civis da Vendeia foram massacrados por seus soldados.
O Exército Católico e Real estava desarticulado e debilitado. As tropas de La Cathelinière foram repelidas da floresta de Princé, no País de Retz, em janeiro de 1794. O general, ferido, foi capturado e levado para Nantes em fevereiro, sendo executado em março desse ano. Os sobreviventes do percurso do galerno (virée de Galerne) reuniram-se com as tropas de La Rochejaquelein e de Stofflet, mas o grupo foi dispersado em 3 de janeiro de 1794 pelo general Grignon. Uma nova associação das tropas restantes foi feita em 15 de janeiro, com o aporte das forças de Cathelineau e de La Bouëre. Embora o número de homens ainda estivesse baixo, os insurgentes conseguiram conquistar Chemillé e Vezins, no dia 26. Porém, em 28 de janeiro de 1794, La Rochejaquelein foi morto a tiros durante um ataque de saqueadores em Nuaillé, o que repercutiu no moral do grupo.
Após a morte de La Rochejaquelein, Stofflet assumiu o comando do exército, que estava sendo gradualmente engrossado pelos camponeses que escapavam das colunas infernais. Ao longo de fevereiro, os insurgentes derrotaram o general Crouzat em Gesté, invadiram Beaupréau e Chemillé e atacaram Cholet, que conseguiram controlar por duas horas, antes de ser recuperada para os republicanos pelo general Cordellier. Para evitar nova invasão, o general Turreau ordenou a evacuação de Cholet e incendiou a cidade. Quando os rebeldes tentaram recuperá-la, encontraram apenas ruínas.
Em Chauché, as tropas de Sapinaud se uniram às de Charette, que havia conquistado Aizenay no início de fevereiro. Juntos, repeliram as colunas infernais e derrotaram a guarnição de Legé. Eles foram, contudo, derrotados em Saint-Colombin, quando estavam a caminho de Machecoul. Assim, recuaram para Saligny, onde as duas tropas se separaram. No final de abril, os quatro agrupamentos se encontraram em Châtillon-sur-Sèvre, mas não conseguiram eleger um novo generalíssimo. Juntos, eles procuram invadir Saint-Florent-le-Vieil, mas não foram bem sucedidos. Marigny perde o posto de general por ter chegado tarde demais à batalha e é condenado a morte por uma corte marcial vendeana. Ele é executado em 10 de julho por homens de Stofflet.
Em abril de 1794, o Exército d’Oeste começou a ser reduzido. O Comitê de Segurança Pública redistribuiu várias de suas tropas para a as fronteiras. Em maio o general Turreau foi demitido e as colunas infernais começaram a ser desmobilizadas. Em junho, o efetivo das tropas era metade do que havia sido em janeiro do mesmo ano. Assim, os republicanos, agora comandados pelo general Louis Antoine Vimeux, adotaram uma estratégia defensiva, abandonando as colunas e montando acampamentos para proteger o retorno das colheitas às cidades.
Em resposta à retração republicana, os vendeanos passaram a ser mais agressivos. Durante o mês de junho eles derrotaram uma coluna em Mormaison e atacaram Challans, mas foram derrotados, o que aumentou os desentendimentos entre os comandantes insurgentes. Os republicanos fizeram uma única ofensiva no verão, quando o general Jean Baptiste Huché capturou Legé e repeliu um contra ataque de Charette em La Chambodière. Agosto e setembro tiveram poucos combates, sendo os maiores travados quando tropas de Charette invadiram três acampamentos republicanos.
Em dezembro de 1794, vários deputados de Maine-et-Loire, Deux-Sèvres e Vendeia denunciaram os massacres da população civil na área da Vendeia militar e defenderam anistia prévia aos insurgentes e seus líderes. As manifestações foram recebidas pela Convenção Nacional que, após discussões acaloradas, publicou decreto prometendo anistia aos insurgentes da Vendeia e de Chouan que depusessem as suas armas em um mês. Até meados de fevereiro de 1795, os últimos prisioneiros vendeanos haviam sido libertados.
Em 23 de dezembro de 1794, representantes da Convenção Nacional se encontraram com Charette em Belleville para iniciar as negociações para paz. Charette e Sapinaud estavam dispostos a considerar as propostas apresentadas, mas Stofflet condenava o processo de pacificação. Em 12 de fevereiro, Charette, Sapinaud, Bertrand Poirier de Beauvais, delegado de Stofflet, e Pierre Marie Comartin, delegado de Joseph-Geneviève Puisaye, chefe dos Chouans na Bretanha e vários oficiais insurgentes se reuniram com os representantes republicanos no solar de La Jaunaye, em Saint-Sébastien, perto de Nantes. Após debates, um acordo de paz foi concluído no dia 17 de fevereiro, embora alguns oficiais insurgentes se recusassem a assiná-lo. Após a assinatura do acordo, Stofflet chegou a La Jaunaye e não aceitou as condições negociadas, porém alguns de seus oficiais assinaram o acordo. Em 14 de março, os acordos de La Jaunaye foram ratificados pela Convenção Nacional.
Parte dos insurgentes não se conformou com o tratado. No início de março, Stofflet e o abade Bernier publicaram um discurso contra os líderes insurgentes que “se tornaram republicanos” e o general passou a perseguir aqueles que assinaram a paz. Prudhomme, chefe da divisão vendeana de Louroux, foi condenado à morte e executado. O quartel-general de Sapinaud, em Beaurepaire, foi saqueado e ele teve que fugir a cavalo para não ser preso. Stofflet faz planos para se apoderar do exército do Centro e do exército de Baixo Poitou, substituindo seus líderes, Sapinaud e Charette por Delaunay e Savin.
Diante da resistência de Stofflet em aceitar a paz, o general Canclaux continuou a persegui-lo. Os republicanos conseguiram recuperar o controle de Cholet, Cerizay. Bressuire, Châtillon, Maulévrier e Chemillé. Sem perspectivas de vitória, Stofflet assinou um cessar-fogo em Cerizay no final de março. Depois de tentar negociar outros termos, ele finalmente assinou a paz, mas mesmas condições do tratado de La Jaunaye, em Saint-Florent-le-Vieil no dia 2 de maio.

### Segunda guerra da Vendeia (jun. 1795 – jul. 1796)
A paz, entretanto, ainda não estava consolidada. O retorno dos insurgentes às suas casas causou vários confrontos, embates entre republicanos e vendanos continuaram e a desconfiança de ambos os lados crescia, o que os levou a se prepararem para novos combates. Em maio de 1795, o marquês de Rivière procura Charette para solicitar sua ajuda. Nobres monarquistas solicitaram que ele criasse uma distração para facilitar o desembarque na Bretanha de tropas monarquistas que contavam com o apoio britânico. Charette respondeu com entusiasmo ao pedido.
Em 24 de junho, Charette reuniu seus homens em Belleville e anunciou a violação do Tratado de La Jaunaye e a retomada do conflito. No dia seguinte, uma frota britância chegou à península de Quiberon, na Bretanha. Nesse mesmo dia, Charette atacou de surpresa o acampamento de Essarts, dando início aos combates. Em 26 de junho, o general vendeano publica manifesto anunciando a retomada do conflito e afirmando que artigos secretos do Tratado de La Jaunaye previam a restauração da monarquia e a libertação de Luís XVII, cujo falecimento, ocorrido no início do mês, havia sido mantido em segredo para evitar a eclosão de novos conflitos. Um exército de emigrantes desembarcou em Carnac, sendo recebido por milhares de Chouans em 27 de junho de 1795.
A expedição Quiberon, no entanto, foi mal sucedida. As tropas formadas pelos emigrantes e pelos chouans foram derrotadas e 748 rebeldes foram condenados à morte e executados nos dias seguintes. Em resposta, Charette executou de cem a trezentos prisioneiros republicanos. Diante do fracasso na Bretanha, os insurgentes foram em direção à Vendeia, onde desembarcam entre 10 e 12 de agosto. No final de setembro, outro contingente de soldados britânicos, comandados pelo general Doyle e de emigrantes, liderados pelos Conde d’Artois invadiu e ocupou a Ilha de Yeu.
Embora tenham conseguido desembarcar em solo francês, os britânicos e emigrantes não puderam contar com a ajuda dos insurgentes. As tropas de Charette foram impedidas de chegar à costa pelos republicanos, que passaram a dominar Belleville e Mortagne-sur-Sèvre. De outubro a dezembro de 1795, a frota britânica foi gradualmente deixando a França para voltar para o Reino Unido.
Em 28 de dezembro, o Diretório proclamou estado de sítio em todas as grandes comunas dos departamentos insurgentes. O então comandante do Exército republicano, que havia sido reorganizado, Louis Lazare Hoche, adota uma política que dissocia os líderes dos combatentes rebeldes. Segundo tal política, os líderes seriam capturados, mas os camponeses que entregassem voluntariamente suas armas e declarassem se submeter à República estariam livres. Cansados da guerra, cantões inteiros entregaram suas armas a partir de outubro.
Em meados de novembro, vários oficiais vendeanos entregaram um documento a Charette sugerindo que ele cessasse o conflito, o que foi rechaçado por ele. No início de 1796, Charette tentou uma expedição na direção de Anjou para forçar Stofflet a se juntar a ele na guerra, mas foi surpreendido em La Bruffière e Tiffauges e suas tropas foram completamente destruídas. Depois de muito protelar, Stofflet resolveu retomar o conflito no final de janeiro, acompanhado por Saupinaud, mas foi mal sucedido em suas incursões. A partir de 29 de janeiro, busca refúgio na floresta de Maulévrier. Sapinaud depôs as armas e renunciou ao comando322, mas Stofflet se recusou a se submeter e foi capturado na noite de 23 de fevereiro. Condenado à morte, ele é executado dois dias depois. Em março, Charette é capturado na floresta de Chabotterie e levado para Angers e, depois, para Nantes. Ele é condenado a morte e executado em 19 de março de 1796.
A morte de Charette marca o fim da guerra da Vendéia, embora alguns grupos de rebeldes ainda permanecessem. Nos meses seguintes, as lideranças restantes se renderam ou foram mortas. Um acordo de paz foi assinado com os Chouans em Fontenai-Les-Louvets no início de julho, em 16 de julho de 1796, o Diretório proclama oficialmente o fim da guerra.

### Terceira guerra da Vendeia
A “terceira” guerra da Vendeia ocorreu entre outubro e dezembro de 1799, terminando com o armistício de Pouancé. Suas causas foram similares às que ocasionaram a primeira guerra da Vendeia: perseguições aos emigrantes e aos padres refratários que ainda existiam e a introdução de novo alistamento compulsório, do qual os vendeanos foram isentos no Tratado de La Jaunaye geraram grande insatisfação popular.
Em setembro de 1799, líderes da Vendeia e da Bretanha se reuniram no Castelo de La Jonchère e decidiram iniciar novo levante em 15 de outubro daquele ano. Alguns embates foram realizados, mas, diante de uma situação política instável o governo francês preferiu atender aos pedidos dos insurgentes a arriscar um conflito civil prolongado. Sua intenção era evitar o retorno da monarquia, que, naquele momento, parecia iminente. Em 18 de janeiro de 1800, o sucessor de Charette, o general monarquista Charles Sapinaud de la Rairie, assinou um tratado de paz. Os Chouans aceitaram algumas semanas depois.

### Quarta guerra da Vendeia
A “quarta” guerra da Vendeia começou em março de 1813, após a retirada de Napoleão da Rússia (1812) e teve pausa quando, após a derrota do imperador em Leipzig (outubro de 1813), Luís XVIII ascendeu ao trono, em abril de 1814.
Após o retorno de Napoleão ao poder com os cem dias, a guerra recomeçou em 15 de maio de 1815 e terminou no mês seguinte, quando, após a batalha de Waterloo, Luís XVIII voltou ao trono da França, em junho de 1815. O soberano, em sinal de gratidão, conferiu o posto de general dos granadeiros reais (corpo militar designado para proteger o rei) ao generalíssimo do exército vendeano Louis de la Rochejaquelein e fez o mesmo com seu sucessor Charles Sapinaud, que se tornou general e recebeu o título de duque.

### Quinta guerra da Vendeia
Em 1832, a duquesa de Berry conseguiu mobilizar cerca de vinte mil insurgentes vendeanos e chouans para lutar pela reivindicação de seu filho Henrique como rei Henrique V ao trono francês. Entre maio e junho de 1832, eclodiram combates na Bretanha, Maine, Anjou e Poitou e mais particularmente o sul e leste do Baixo Loire, bem como certas áreas no sudeste de Ille-et-Vilaine e no norte da Vendeia. No entanto, a baixa mobilização insurgente levou ao fracasso do levante, que foi encerrado quando o ex-general napoleônico Dermoncourt avançou com um exército menor e capturou a Duquesa.

## Genocídio em controversa
A natureza da insurreição dividiu as opiniões dos historiadores a partir do século XIX. Reynald Secher popularizou a tese de que a morte de católicos vendeianos pelo estado anticlerical francês, no fim da guerra, foi o primeiro genocídio moderno, mas essa afirmação tem sido objeto de controvérsia. O historiador Daniel Gomes de Carvalho aponta que a Guerra da Vendeia é um tema polêmico no que concerne à história francesa, justamente porque não tem uma interpretação consensual sobre o conflito. Jean-Clément Martin considera que a Guerra Vendeia foi, muitas vezes, rotulada como sendo um dos períodos auges do “terror”. Entretanto, para Martin, Vendeia foi fruto de um vácuo de autoridade, inclusive por ser uma zona imprecisa geográfica e politicamente. Várias das mortes ocasionadas no conflito decorreram de ações independentes dos tribunais e não de uma política institucionalizada do terror. As causas da revolta também são objeto de discussão. Michael Biard e Marisa Linton afirmam que a tese dominante em grande parte da historiografia, de que se tratou de uma insurgência local contra a República inspirada por padres católicos e nobres e apoiada pelas potências que estava em guerra com a França foi uma invenção política sustentada por duas correntes opostas: uma que afirmava que o conflito tinha base contrarrevolucionária e outro que ela tinha emergido espontaneamente. Eles creditam a guerra civil à uma série de fatores presentes nessa região que confluíram para eclosão do conflito: importância social do clero, hostilidade rural contra as burguesias urbanas; frustrações com a venda dos bens nacionais; decepção com as reformas tributárias; diferenças sociais no campesinato; conflitos trabalhistas; questões relativas à manutenção da ordem no campo; e a resistência ao alistamento forçado.

## Cinema
- A Guerra da Vendeia foi retratada no filme Vaincre ou mourir (2023), cujo personagem principal é François de Charette.